# Anseramo da Trani

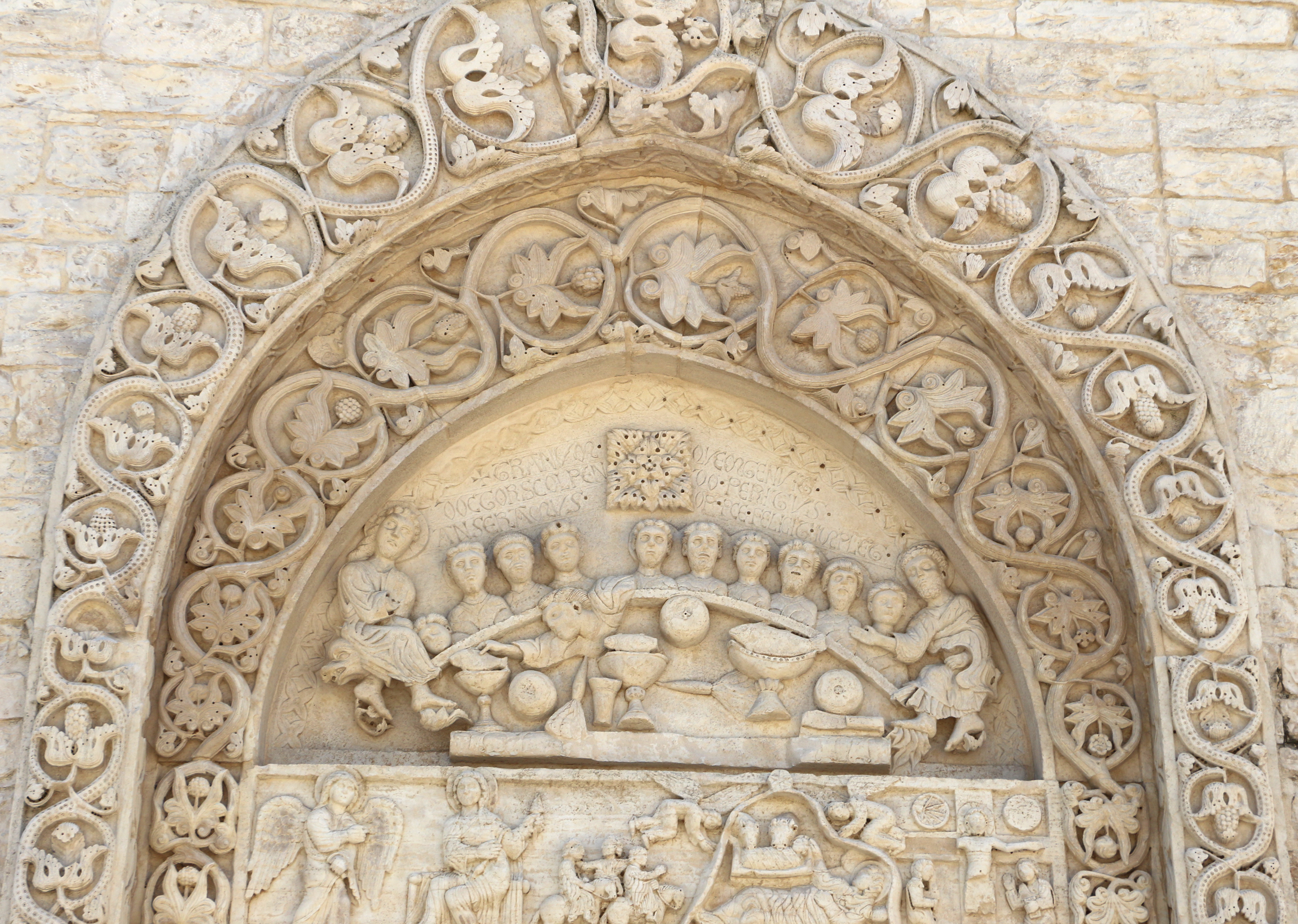
Lunetta del portale di Terlizzi

Anseramo da Trani (Trani, ... – ...; fl. XIII secolo) è stato uno scultore italiano.

## Biografia
Attivo nella seconda metà del XIII secolo, fu autore del portale della Madonna del Rosario a Terlizzi, opera firmata, e di un tabernacolo nel Duomo di Bari (1292) di cui restano frammenti nel Museo diocesano.
Pare invece che non sia lui l'Anseramo architetto citato riguardo alla perduta residenza imperiale di Federico II a Orta Nova. Sarebbe dunque questa seconda figura, e non lo scultore, ad essere coinvolta, insieme al protomagister Bartolomeo e ai giovani Giordano e Marando da Monte Sant'Angelo, nella realizzazione di Castel del Monte .